# Calophyllum pachyphyllum
Calophyllum pachyphyllum är en tvåhjärtbladig växtart som beskrevs av Jules Émile Planchon och Triana. Calophyllum pachyphyllum ingår i släktet Calophyllum och familjen Calophyllaceae. Inga underarter finns listade i Catalogue of Life.